# 충의중학교 축구부
충의중학교 축구부는 경기도 의정부시에 위치한 충의중학교의 축구부이다. 충의중학교가 운영하는 축구부로 2005년에 창단  하였다.

## 역사
2023 - 추계전국중등축구대회 3위
2022 - 추계전국중등축구대회 3위

## 같이 보기
- 충의중학교